# Sleipnir
Vous lisez un « bon article » labellisé en 2009.
Pour les articles homonymes, voir Sleipnir (homonymie).
Cette page contient des caractères spéciaux ou non latins. S’ils s’affichent mal (▯, ?, etc.), consultez la page d’aide Unicode.
Sleipnir est, dans la mythologie nordique, un cheval fabuleux à huit jambes capable de se déplacer au-dessus de la mer comme dans les airs, monture habituelle du dieu Odin.
Il est mentionné dans l’Edda poétique, série de textes compilés au XIIIe siècle à partir de sources plus anciennes, et dans l’Edda en prose, rédigée par Snorri Sturluson. Selon ces deux sources, Sleipnir est le fils du dieu Loki et d'un puissant étalon, Svaðilfari. Décrit comme le plus rapide et « le meilleur de tous les chevaux », il devient la monture d'Odin qui le chevauche jusque dans la région de Hel ; toutefois, le dieu s'en sert surtout pour traverser le pont Bifröst afin de se rendre à la troisième racine d'Yggdrasil, où se tient le conseil des dieux. L'Edda en prose donne de nombreux détails sur les circonstances de la naissance de Sleipnir, précisant entre autres sa couleur grise.
Une énigme dans une saga légendaire du XIIIe siècle, la Saga de Hervor et du roi Heidrekr, mentionne Sleipnir. Ce cheval à huit jambes est cité dans la Völsunga saga, comme ancêtre du cheval Grani. L'un des livres de la geste des Danois de Saxo Grammaticus au XIIIe siècle contient un épisode qui, selon de nombreux érudits, concernerait Sleipnir. Il est généralement admis que Sleipnir est représenté sur plusieurs pierres historiées de Gotland vers le VIIIe siècle, notamment la pierre de Tjängvide et la pierre d'Ardre VIII.
De nombreuses hypothèses ont été proposées pour décrypter la symbolique de Sleipnir et sa possible relation avec des pratiques chamaniques à l'époque du paganisme nordique. Il semble avoir tenu un rôle de psychopompe.
Sleipnir reste présent dans le folklore nordique en tant que monture d'Odin durant la chasse sauvage. Selon le folklore islandais, il est le créateur du canyon d'Ásbyrgi. À l'époque moderne, son mythe et sa symbolique sont abondamment repris dans l'art et la littérature. Il a probablement inspiré Tolkien pour créer le cheval Gripoil (en anglais, Shadowfax), monture de Gandalf. Son nom a été donné, entre autres, à plusieurs navires ainsi qu'à un navigateur web.

## Étymologie

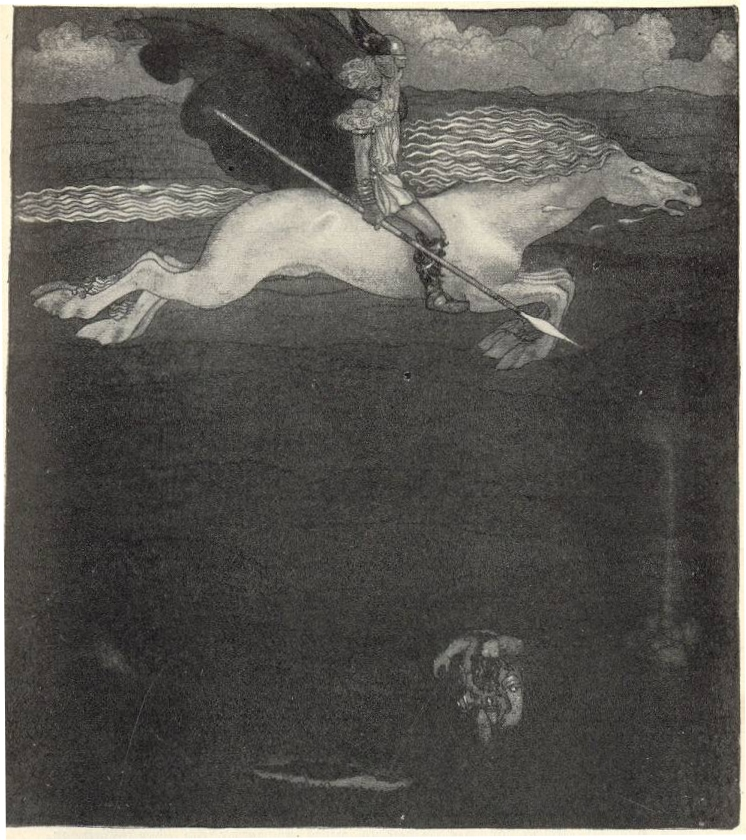
Dessin de Odin et Sleipnir par John Bauer en 1911, illustrant l'étymologie de planeur ou glissant.

En vieux norrois, le nom de Sleipnir signifie « planeur », ou « glissant », et pourrait avoir un sens proche de « celui qui glisse rapidement ».

## Mentions dans les anciens textes
Les Eddas fournissent de nombreux renseignements sur ce cheval, qui y possède pour caractéristiques constantes le fait d'avoir huit jambes, et d'être décrit comme « le meilleur de tous les chevaux ». Bien que la fiabilité des Eddas comme témoignage de la foi scandinave soit régulièrement remise en cause du fait de possibles remaniements par des chrétiens, ces textes constituent la principale source d'information à propos de Sleipnir. Ce cheval est également évoqué dans quelques sagas.

### Edda poétique

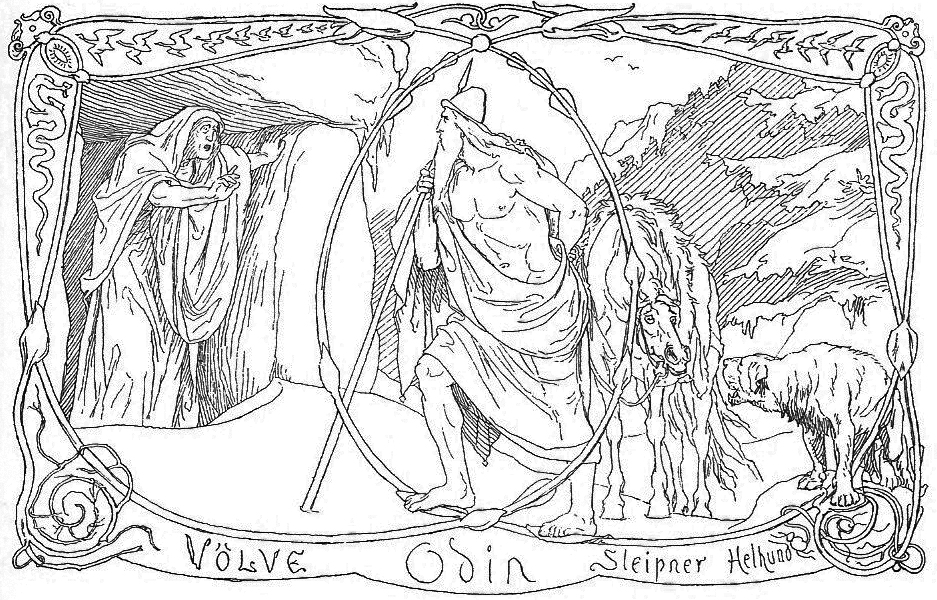
Dans Baldr draumar, Odin, qui a chevauché jusqu'aux enfers, descend de Sleipnir et y rencontre la Völva, dessin de Lorenz Frølich.

Sleipnir apparaît dans l'Edda poétique. Il est mentionné dans les poèmes Grímnismál, Sigrdrífumál, Baldrs draumar et Hyndluljóð. Dans Grímnismál, Grimnir (Odin est alors déguisé et dissimule sa véritable identité) dit à un jeune garçon nommé Agnar que Sleipnir est le meilleur de tous les chevaux (« Odin est le plus grand des Ases, Sleipnir le plus grand des chevaux »). Dans Sigrdrífumál, la valkyrie Sigrdrífa explique au héros Sigurðr à qui elle enseigne les secrets des runes que celles-ci doivent être coupées « avec les dents de Sleipnir et sur sa sangle striée ». Elle cite ensuite 24 emplacements où l'on peut trouver des runes gravées, et parmi ceux-ci : « Sur les dents de Sleipnir ». Dans Baldrs draumar, lorsque les Ases conversent à propos des cauchemars du dieu Baldr, un fils d'Odin pose une selle sur le dos de Sleipnir et tous deux partent en direction des enfers. La section de la Völuspá hin skamma dans le Hyndluljóð raconte que Loki fit naître Fenrir avec Angrboda et Sleipnir avec Svaðilfari, enfin un kenning mentionne « un monstre que l'on pensait le plus funeste, et qui descendait du frère de Býleist », « frère de Býleist » faisant référence à Loki.

### Edda en prose
Dans l'un des livres de l’Edda en prose, Gylfaginning (15), Sleipnir est mentionné pour la première fois quand Hár raconte que chaque jour, les Ases chevauchent à travers le pont Bifröst pour se rendre au conseil à la racine d'Yggdrasill, puis donne la liste de leurs chevaux. Cette liste commence avec Sleipnir : « Le meilleur d'entre eux est Sleipnir, il appartient à Odin et a huit jambes ». Hár cite ensuite (41) une strophe qui mentionne Sleipnir dans le Grímnismál.

#### Naissance de Sleipnir

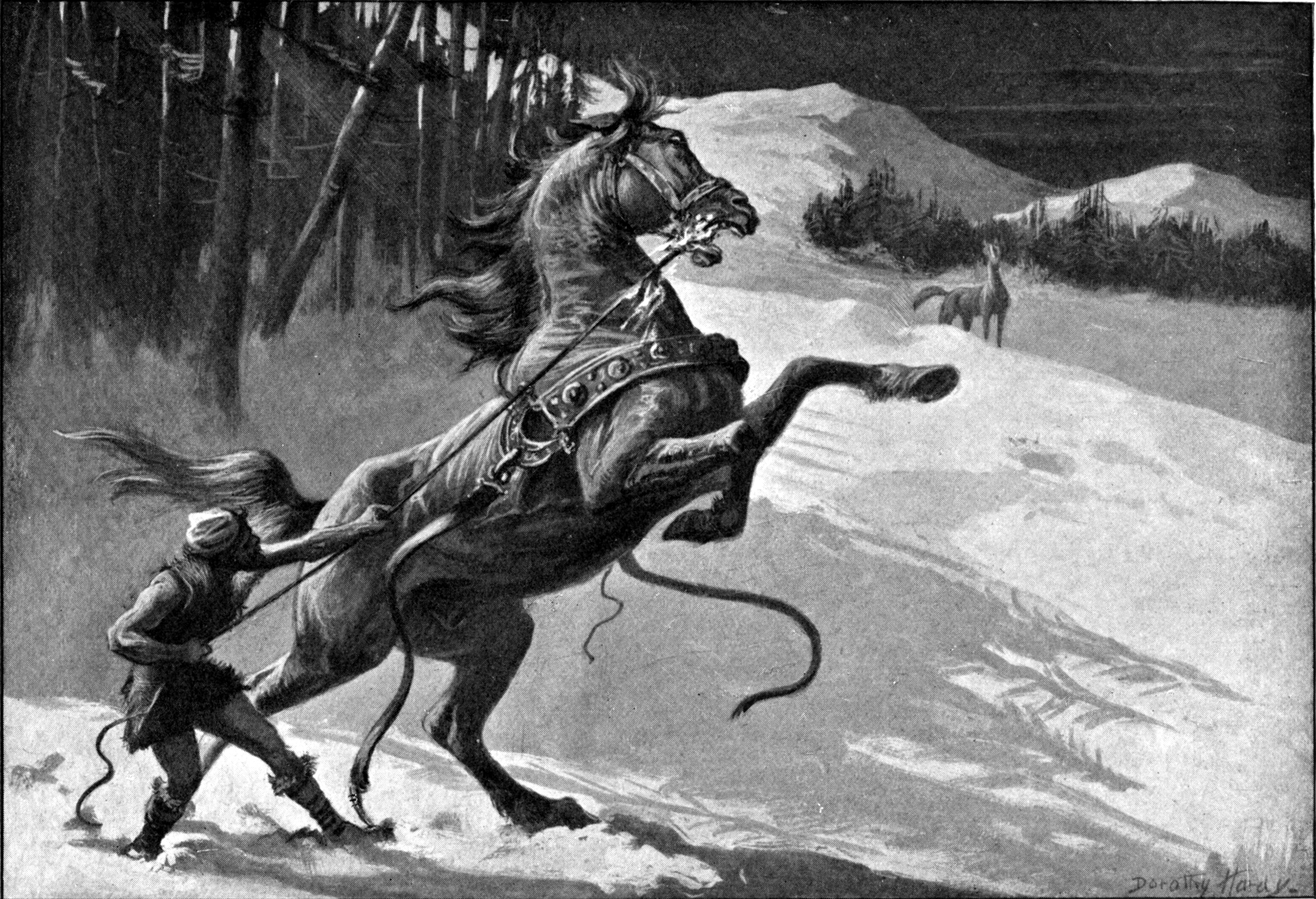
L'étalon Svaðilfari est séduit par Loki, le dieu malin et fourbe, ici sous la forme d'une jument. Dessin de H. Hélène Adeline Guerber, 1909.

Les origines de Sleipnir sont décrites avec précision dans le Gylfaginning (42). Gangleri (mentionné plus tôt dans le livre comme étant le roi Gylfi déguisé) demande à Hár d'où vient le cheval Sleipnir et ce qu'il peut lui en apprendre. Hár est surpris par le manque de savoir de Gangleri à propos des origines de Sleipnir, et raconte l'histoire comme suit : au début, à l'arrivée des dieux, lorsque ceux-ci eurent établi Midgard et construit le Valhalla, ils reçurent la visite d'un bâtisseur inconnu qui leur proposa de construire une forteresse divine imprenable qui les mettrait à l'abri de toutes les invasions en trois saisons. En échange de ce service, l'étranger demandait le Soleil, la Lune et Freya. Après quelques débats, les dieux donnèrent leur accord s'il s'exécutait en un semestre seulement, celui de l’hiver, et sans l'aide de personne. Le bâtisseur n'eut qu'une requête : il demanda l'autorisation d'utiliser son cheval Svaðilfari, et cela lui fut accordé, grâce à l'influence de Loki. À la grande surprise des dieux, l'étalon Svaðilfari effectuait un travail colossal, et transportait d'énormes rochers durant la nuit. Avec l'aide de son cheval, le bâtisseur avançait très rapidement, si bien que trois jours avant la date imposée, il ne lui restait plus qu'à construire la porte. Les dieux, mécontents, conclurent que Loki était la cause de sa réussite et l'obligèrent à trouver un moyen d'arrêter l'homme. Ils promirent à ce dernier les plus horribles tourments s'il ne parvenait pas à trouver un moyen d'empêcher le bâtisseur de terminer son ouvrage dans les temps et ainsi d'emporter le paiement, et s'apprêtaient à le châtier quand Loki, effrayé, leur promit de trouver un stratagème. Cette nuit-là, le bâtisseur partait chercher les dernières pierres avec son étalon Svaðilfari quand, au détour d'un bois, il rencontra une jument. La jument hennit en direction de Svaðilfari et celui-ci, « réalisant quel genre de cheval il était », devint frénétique, se mit à hennir, déchira ses harnais et se dirigea vers la jument. Celui-ci courut dans tout le bois, Svaðilfari derrière elle, le bâtisseur tentant de les rattraper. Les deux chevaux coururent ainsi toute la nuit et les travaux de construction ne purent avancer d'un pouce pendant les trois nuits qui restaient. L'homme, furieux, se transforma en géant car c'était sa vraie nature, et lorsque les dieux s'en rendirent compte, ils firent fi de leurs serments antérieurs et appelèrent Thor. Celui-ci se débarrassa du géant rapidement en lui fracassant la tête avec son marteau Mjöllnir. Toutefois, Loki avai été « fécondé » par l'étalon du géant, et il donna naissance à un poulain octopode gris nommé Sleipnir, « le meilleur cheval parmi les dieux et les hommes », qui devint plus tard la monture d'Odin.
La naissance de Sleipnir est la conséquence de la fourberie de Loki, né de ce dieu incontrôlable et de l’étalon du Géant maître-bâtisseur, il vient donc « d’un monde chaotique de forces non dominées mais aide ensuite, avec Odin, à l’ordonnancement du monde ».

#### Chevauchée d'Hermóðr

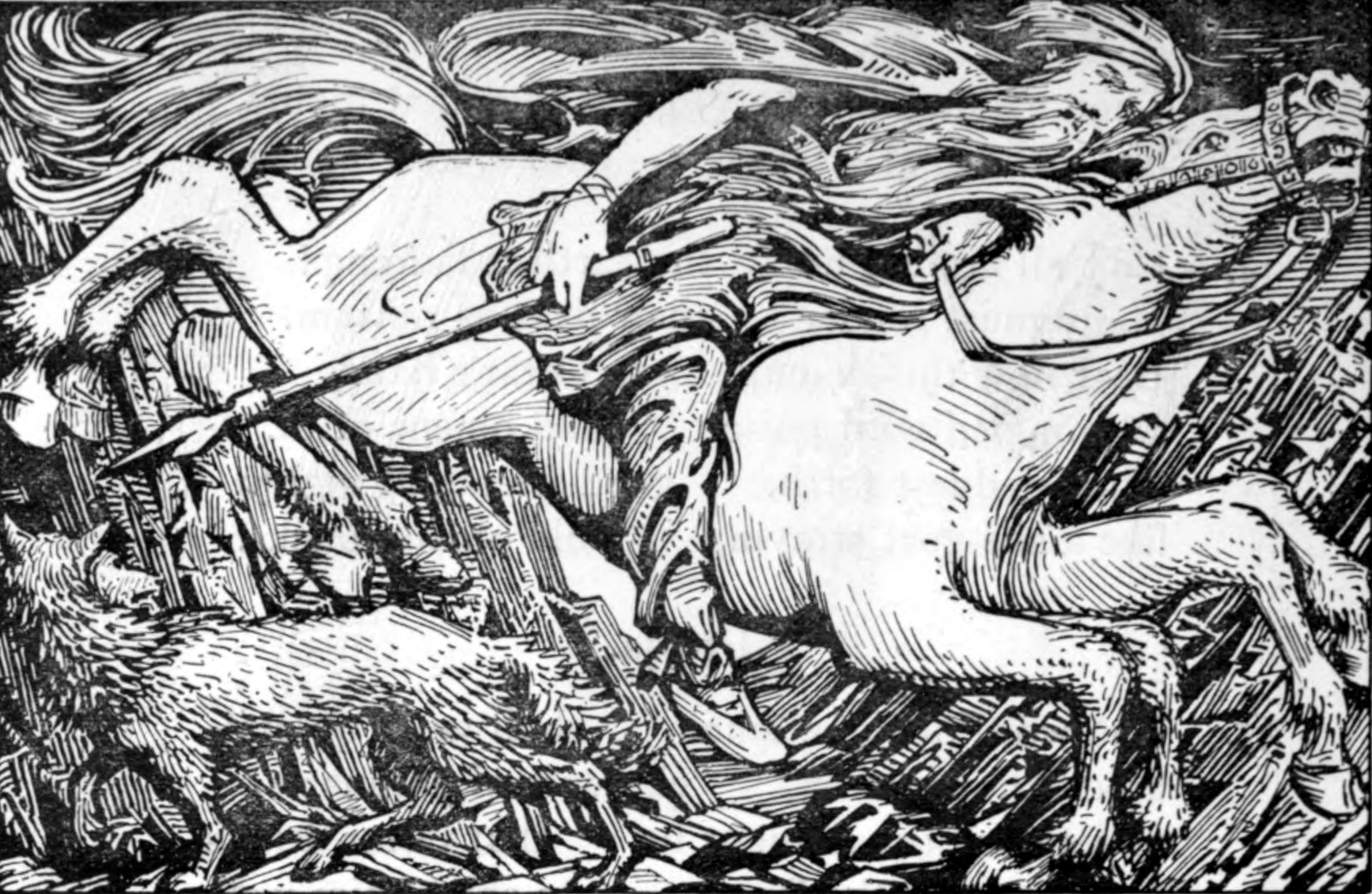
Odin Rides to Hel, dessin de William Gershom Collingwood réalisé en 1908.

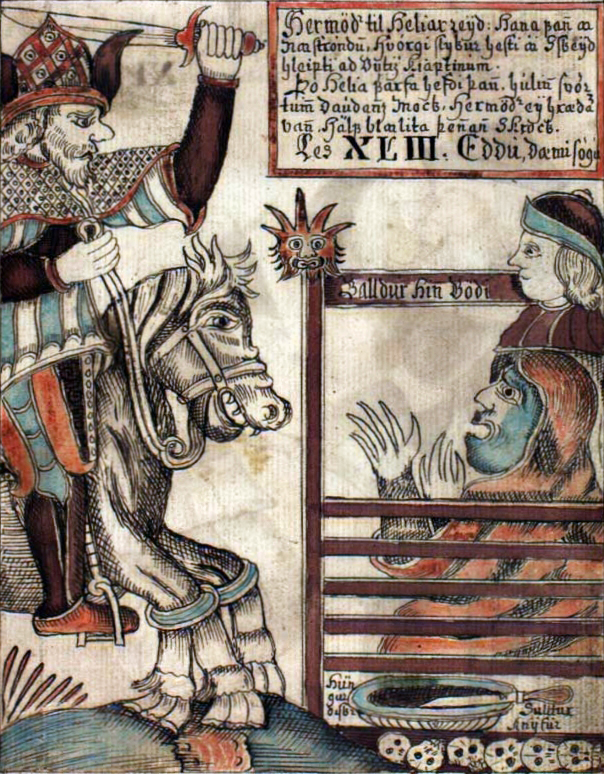
Illustration d'un manuscrit de l'Edda en prose représentant Hermóðr sur Sleipnir (à gauche), Baldr (en haut à droite), et Hel (en bas à droite).

Dans le Gylfaginning (49), Hár décrit la mort du dieu Baldr. Il était aimé de tous sauf du dieu Loki, et l'un des fils d'Odin, Hermóðr, accepta de chevaucher jusqu'aux enfers (Hel) afin d'offrir une rançon pour son retour. C'est ainsi que « le cheval d'Odin, Sleipnir, fut sellé et poussé en avant » ; Hermoðr le monta et commença sa chevauchée. Il avança ainsi neuf nuits dans des vallées profondes, sombres et où il ne voyait rien. Tous deux arrivèrent à la rivière Gjöll et continuèrent au pont Gjallarbrú, où ils rencontrèrent une géante du nom de Módgud, qui gardait les lieux. Módgud fit remarquer à Hermóðr que, récemment, on avait monté cinq bataillons d'hommes morts à travers le pont, et qu'ils faisaient moins de bruit que lui. Sleipnir et Hermoðr continuèrent « vers le bas et vers le nord » sur la route de Hel, jusqu'à ce que tous deux arrivent aux immenses portes du royaume des morts. Hermoðr descendit alors de Sleipnir, resserra sa sangle, remonta, et le poussa en avant en donnant des éperons : Sleipnir sauta la porte si haut qu'on ne le vit plus. Hermoðr chevaucha ensuite jusqu'à l'entrée des Enfers, où il descendit de Sleipnir et trouva Baldr. Après négociations, la rançon offerte par Hermoðr à la déesse Hel pour le retour de Baldr fut acceptée à condition que chaque être vivant pleure la mort du dieu. Hermoðr rebroussa donc chemin pour retourner en Ásgard sur le dos de Sleipnir et rapporter les conditions de Hel.

#### Course contre Hrungnir et Gullfaxi

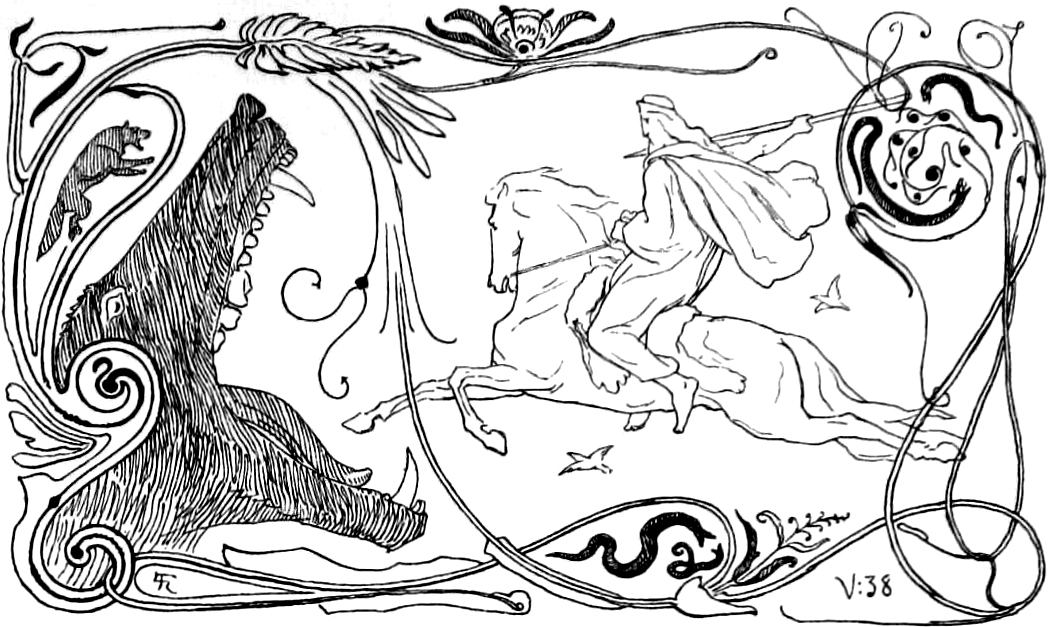
Odin combattant Fenrir monté sur Sleipnir, par Lorenz Frølich. Il n'est toutefois pas fait mention de Sleipnir durant le Ragnarök

Dans le Skáldskaparmál (17), une histoire raconte qu'Odin chevauchait Sleipnir à travers le monde de Jötunheimr quand il parvint à la résidence de Hrungnir le jötunn. En voyant le dieu, Hrungnir se demanda « quel genre de personne il pouvait être » pour porter un casque d'or, « chevaucher le ciel et l'eau » et il dit à cet étranger qu'il avait un « merveilleux cheval ». Odin apprécia le compliment et paria sa tête qu'aucun cheval aussi bon ne pourrait être trouvé dans tout Jötunheimr. Hrungnir admit que c'était certes un beau cheval, mais affirma qu'il était propriétaire d'un animal beaucoup plus rapide nommé Gullfaxi. Révolté, Hrungnir enfourcha alors Gullfaxi avec l'intention de défier Odin pour se venger. Odin fit galoper Sleipnir aussi vite que possible devant Hrungnir : « Odin chevauchait si vite qu’il avait deux montées de côte d’avance sur Hrungnir. Mais ce dernier était dans une telle fureur de géant qu’il ne s’aperçut pas qu’il avait franchi les grilles d’Asgard. ».
John Lindow a analysé l'épisode de la course en détail et remarque qu'Odin ne peut vivre si Sleipnir n'est pas le meilleur des chevaux (littéralement, s'il n'est pas mieux que tous les chevaux de Jotunheim), et que le voyage d'Odin vise à la fois à acquérir la sagesse et à l'affirmer. Curieusement, lors de l'échange verbal qui précède la course, c'est le géant qui a le dernier mot puisqu'il affirme que Gullfaxi est plus rapide que Sleipnir, avant de l'enfourcher et de défier Odin.
La course entre Odin et Hrungnir pourrait aussi avoir un sens religieux, car il semblerait que la pratique des paris ait été courante chez les anciens scandinaves.
Une explication symbolique de cette course réside dans le fait que le géant Hrungnir croit surpasser les dieux par sa force, mais est finalement vaincu. Les chevaux Sleipnir et Gullfaxi représenteraient ici les qualités et attributs de leurs propriétaires, Odin et Hrungnir, et montreraient qu’un simple animal terrestre (le cheval Gullfaxi) ne peut supplanter le cheval du dieu suprême, pas plus que la force ne peut prendre le pouvoir sur l’esprit.

#### Autres mentions
Dans le Skáldskaparmál (16), un kenning prononcé par Loki est relatif à « Sleipnir ». Dans Þorgrímsþula, (58), Sleipnir est mentionné parmi une liste de chevaux : « Hrafn et Sleipnir, des chevaux splendides » [...]. En outre, Sleipnir apparaît deux fois dans des kenning relatifs à un « navire » (une fois dans le chapitre 25 dans l'ouvrage de la scalde Refr, et « Sleipnir de la mer » figure dans Húsdrápa (49), une œuvre du Xe siècle par le scalde Úlfr Uggason).

### Saga de Hervor et du roi Heidrekr

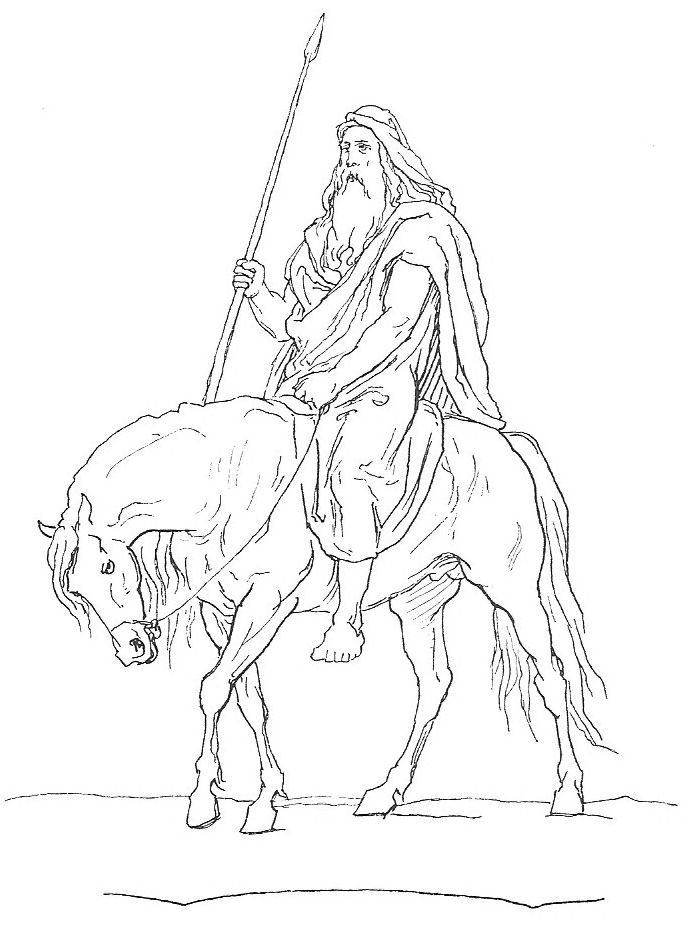
Lorenz Frølich représente ici Sleipnir avec quatre jambes, quand bien même le fait d'en avoir huit lui est attribué dans tous les textes où il est mentionné.

Dans la Saga de Hervor et du roi Heidrekr (Hervarar saga ok Heiðreks), le poème Heiðreks gátur contient une énigme qui mentionne Sleipnir et Odin :
|  | |  | |
|  | Texte original, 36. |  | Traduction française, 36. |
|  | Gestumblindi : Hverir eru þeir tveir, er tíu hafa fætr, augu þrjú ok einn hala? Heiðrekr konungr, hyggðu at gátu. Heiðreks : Góð er gáta þín, Gestumblindi, Þat er þá, er Óðinn ríðr Sleipni,. |  | Gestumblindi : Qui sont les deux qui courent sur dix pieds, trois yeux ils ont, mais une seule queue ? Allez, réponds maintenant à cette énigme, Heidrek. Heidrek : Ton énigme est bonne, Gestumblindi, et je l'ai trouvée, c'est Odin qui chevauche Sleipnir. |

### Völsunga saga
Au chapitre 13 de la Völsunga saga, le héros Sigurðr est en chemin dans les bois quand il rencontre un vieil homme barbu qu'il n'a encore jamais vu. Sigurd dit à cet étranger qu'il va chercher un cheval, et lui demande de l'accompagner pour l'aider à choisir. Le vieil homme répond qu'il devrait conduire les chevaux qu'il trouvera à la rivière Busiltjörn. Un cheval descendra alors dans les profondeurs de la rivière et nagera vers la terre ferme, un grand cheval gris, jeune et beau, que personne n'a jamais monté. L'homme barbu en gris dit que ce cheval est un « proche parent de Sleipnir » et qu'il « devra être nourri soigneusement, car il sera le meilleur de tous les chevaux » avant de disparaître. Sigurd nomme le cheval Grani et le narrateur ajoute que le vieil homme n'était autre qu'Odin.

### Geste des Danois

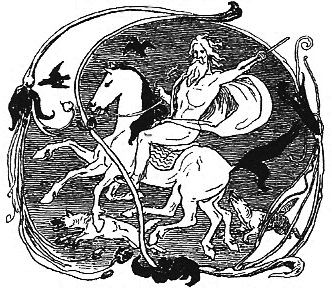
Odin chevauchant Sleipnir, accompagné de ses deux corbeaux Hugin et Munin et de ses loups Geri et Freki, dessin vers 1895 par Lorenz Frølich.

Sleipnir est généralement considéré comme mentionné dans une série d'évènements décrits dans le premier livre de la geste des Danois. Le jeune Hadding rencontra « un homme d'un certain âge qui avait perdu un œil » et s'allia avec Liserus. Hadding et Liserus firent la guerre à Lokerus, le souverain de Kurland. Rencontrant la défaite, le vieil homme prit Hadingus avec lui sur son cheval et ils volèrent jusqu'à sa demeure, pour boire tous deux une boisson rafraîchissante. Le vieil homme se mit à chanter une prophétie et ramena Hadding là où il l'avait trouvé, sur son cheval. Pendant le voyage de retour, Hadding tremblait sous le manteau du cavalier inconnu, et arriva à voir par un trou dans les tissus. Il réalisa alors qu'il volait dans les airs « et il vit que sous les jambes du cheval, c'était la mer, mais on lui avait dit de ne pas tenter de voir la chose interdite, de crainte, il tourna donc ses yeux émerveillés par le spectacle loin de la route qu'il avait parcourue ». La présence d'Odin et Sleipnir semble confirmée dans le second livre, où Biarco les mentionne : « Si je jette un mauvais regard sur le terrible mari de Frigg, de quelque manière qu'il soit protégé par son bouclier blanc, et guidant sa grande monture, il ne doit en aucun cas sortir de Leire, il est légitime de faire profil bas dans la guerre qui règne entre les Dieux ».

## Archéologie
Les trouvailles archéologiques constituent un témoignage plus fiable de la place de Sleipnir dans la foi scandinave. Deux des pierres historiées de Gotland, exposées en Suède et datées du VIIIe siècle, illustrent des chevaux à huit jambes qui sont considérés par la plupart des chercheurs comme étant Sleipnir : la pierre de Tjängvide et la pierre d'Ardre VIII. Les deux pierres présentent un cavalier assis sur un cheval à huit jambes, vu selon les érudits comme étant Odin. Au-dessus du cavalier sur la pierre de Tjängvide, un personnage tenant une lance est représenté, il pourrait s'agir d'une Valkyrie. Une figure féminine salue le coureur avec une coupe. La scène a été interprétée comme celle d'un cavalier arrivant dans le monde des morts.

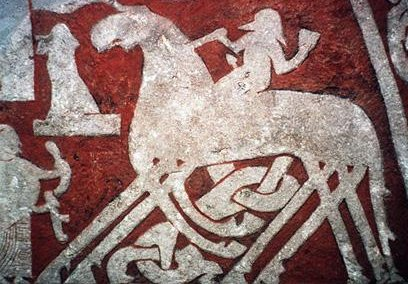
Détail sur l'image d'un cavalier chevauchant un cheval à huit jambes sur la pierre de Tjängvide
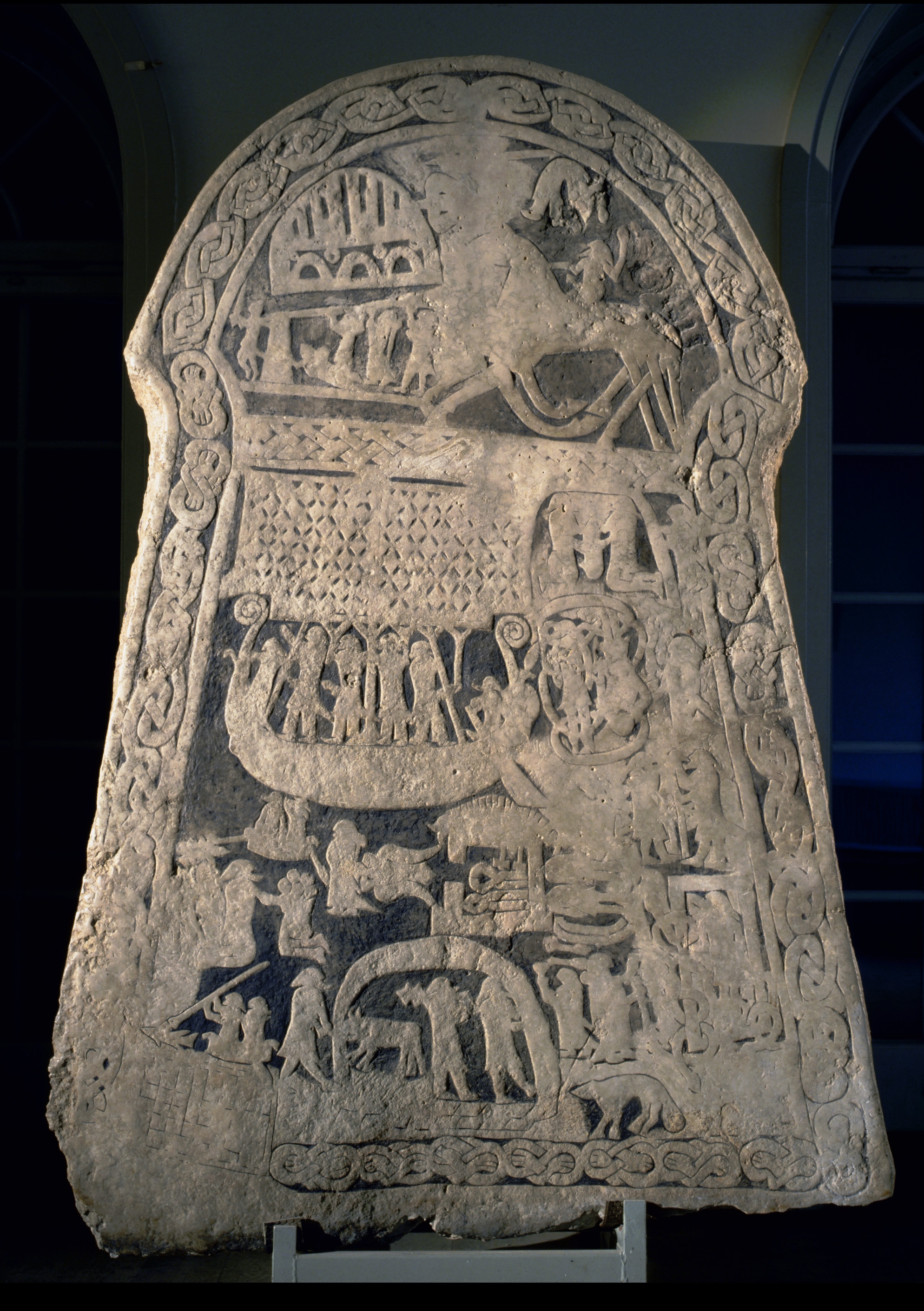
Détail sur la pierre d'Ardre VIII

## Rôle et fonction à l'époque du paganisme nordique
Les hypothèses portant sur le rôle de Sleipnir dans la religion nordique tournent beaucoup autour de la notion de monture chamanique et d'animal psychopompe chargé d'emporter les morts au Valhalla. La figure du cheval à huit jambes semble par ailleurs plus ancienne que celle du dieu Odin.
Régis Boyer attribue une fonction chamanique et psychopompe à Sleipnir, et note qu'avec Grani, il est le seul cheval mentionné comme capable de se rendre dans le royaume des morts. L'une de ces hypothèses veut que la représentation des huit jambes de Sleipnir soit issue du fait qu'il y avait deux chevaux à l'origine.

### Monture chamanique
L'une des fonctions les plus fréquemment attribuées à Sleipnir est celle de monture pour le voyage chamanique, ainsi, les chevauchées qu’Odin et Hermodr font sur Sleipnir semblent s'apparenter à celle que les chamans sibériens font aussi sur leur monture, et qui consiste à passer entre les mondes et par différents états de conscience. Le chaman est parfois capable de prendre lui-même la forme d'un oiseau ou d'une autre créature volante, mais il peut aussi utiliser une monture, le cheval est alors un véhicule et c'est l'esprit du cavalier qui le dirige. Selon le Gylfaginning, Freyja aurait en effet appris l'initiation chamanique nommée seidhr aux Ases, mais seul Odin serait devenu un maître dans cette forme de chamanisme épuisante. Les surnoms « Hrossharsgrani » et « Jalkr » attribués au Dieu Odin indiquent aussi que celui-ci possède peut-être le hamr du cheval.
Le poème runique islandais de la rune Raido (qui signifie à la fois « chevauchée » et « voyage »), semble pouvoir s'appliquer à la fois à un voyage à cheval bien réel et à un voyage chamanique sur un cheval imaginaire, qui permet d'éviter que le pratiquant du seidhr ne s'épuise :
|  |                                                      |  |                                                                                  |
|  | Poème runique en vieux norrois                       |  | Traduction française                                                             |
|  | Reið er sitjandi sæla ok snúðig ferð ok jórs erfiði. |  | C’est la joie de celui qui est assis Et un voyage rapide Et la fatigue du cheval |

Alexander Eliot attribue le premier une fonction de monture chamanique à Sleipnir en 1976 : il mentionne les études d'anthropologues qui estiment que les chevaux à huit jambes sont une survivance des chevaux de bois rituels montés par les sorciers et chamans mongols. En effet, ceux-ci avaient « huit jambes » pour offrir plus de stabilité. Il note que d'autre part, un cheval lancé au grand galop peut sembler avoir huit jambes. En 2004, Ulla Loumand cite Sleipnir et le cheval volant Hófvarpnir comme des « exemples premiers » de chevaux dans la mythologie nordique qui sont des intermédiaires entre la terre et le ciel, entre Ásgarðr, Miðgarðr et Útgarðr ; et entre le monde des mortels et le monde souterrain.

#### Rôle funéraire

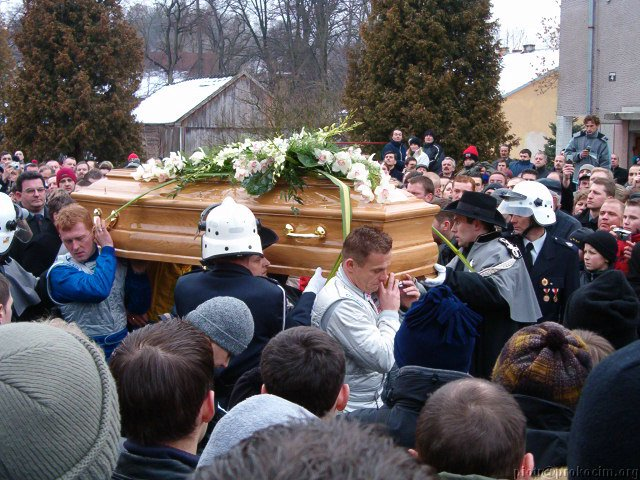
Selon l'interprétation de Hilda Ellis Davidson, voyager dans un chariot funéraire ou un cercueil porté par quatre personnes s'apparente à de l'équitation sur un cheval à huit jambes, et la représentation de Sleipnir viendrait naturellement d'une telle image.

L'interprétation de Hilda Ellis Davidson, en 1990, est la plus largement admise pour expliquer le rôle de Sleipnir dans la religion des anciens scandinaves[réf. nécessaire]. Elle estime que « le cheval à huit jambes d'Odin était la monture typique du chaman » et que son utilisation était liée aux voyages vers le paradis ou les univers souterrains, car « un chaman est habituellement représenté chevauchant un oiseau ou un autre animal ». Davidson précise que, « tandis que la créature peut varier, le cheval est assez commun sur les terres où ces animaux sont d'usage général, et la capacité de Sleipnir à porter le dieu dans les airs est typique du coursier chamanique ». Elle cite l'exemple d'une étude du chamanisme par Mircea Eliade, à propos d'un poulain à huit pattes dans l'histoire d'un chaman bouriate. Davidson affirme que, bien que des tentatives aient été faites de voir dans Sleipnir un simple cheval bâton (car pour se rendre dans l'autre monde, les chamans utilisent souvent une canne ornée d'une tête de cheval, qui peut être comparée à un cheval vivant et rappelle le balai des sorcières) et que des chevaux avec plus de quatre pieds apparaissent dans des carnavals et processions, une ressemblance plus pertinente serait le chariot à porteurs funéraire sur lequel les morts étaient placés avant d'être soulevés par quatre personnes, ainsi, ce dernier voyage pourrait être comparé à de l'équitation sur un cheval à huit jambes. À titre d'exemple, Davidson cite une chanson typique des enterrements du peuple Gond en Inde, telle que consignée par Verrier Elwin, qui précise qu'elle contient des références à Bagri Maro, le cheval à huit jambes. Il est clair que la chanson évoque le convoi funéraire du défunt. Davidson affirme qu'elle est chantée lorsqu'un dignitaire du village de Muria meurt, et en fournit un verset :
|  | |  | |
|  | |  | |
|  | Poème en anglais |  | Traduction française |
|  | What horse is this? It is the horse of Bagri Maro. What should we say of its legs? This horse has eight legs. What should we say of its heads? This horse has four heads. Catch the bridle and mount the horse. |  | Quel est ce cheval ? C'est le cheval de Bagri Maro. Que dire de ses jambes ? Ce cheval a huit jambes. Que dire de ses têtes ? Ce cheval a quatre têtes. Attrape la bride et monte ce cheval. |

Davidson ajoute que les représentations de la monture d'Odin comme cheval à huit jambes pourraient survenir naturellement d'une telle image, et que cela est conforme à l'image de Sleipnir comme monture qui pouvait porter son cavalier sur la terre des morts.
John Lindow avance une hypothèse voisine, selon laquelle Sleipnir aurait un lien étroit avec le monde des morts, particulièrement visible dans l'un des kenning où Úlfr Uggason utilise le nom de « Sleipnir de la mer » ou « cheval de la mer » dans son Húsdrápa en décrivant les funérailles de Baldr. Lindow poursuit en précisant que « l'utilisation de Sleipnir dans le kenning peut montrer que le rôle de ce cheval dans les funérailles de Baldr était connu à cette époque et dans ce lieu en Islande, et qu'il indique bien que Sleipnir fût un participant actif dans la mythologie des dernières décennies du paganisme ». Lindow ajoute que les huit jambes de Sleipnir ont été interprétées comme indication d'une grande vitesse, ou étaient liées d'une manière claire avec l'activité du culte.
D'après les interprétations de la chasse sauvage et des offrandes retrouvées dans des tombes, Odin chevauche Sleipnir aux côtés des morts et ce cheval aurait alors une fonction transcendantale, né du vent, il dépasserait les limites du monde et de la conscience, porterait les hommes dans l’autre monde et guiderait les âmes.

### Lien avec les runes
L'association de Sleipnir avec l'alphabet runique a elle aussi été étudiée. L'Edda poétique dit en effet que les runes sont « coupées avec les dents de Sleipnir » et que parmi les 24 emplacements où elles sont gravées figurent « les dents de Sleipnir ». Une hypothèse serait que chacune de ces 24 runes gravées en soit une différente dans l'alphabet, et des indices comme l'étymologie de Sleipnir laissent à penser qu'il s'agirait de Hagalaz.

## Théories

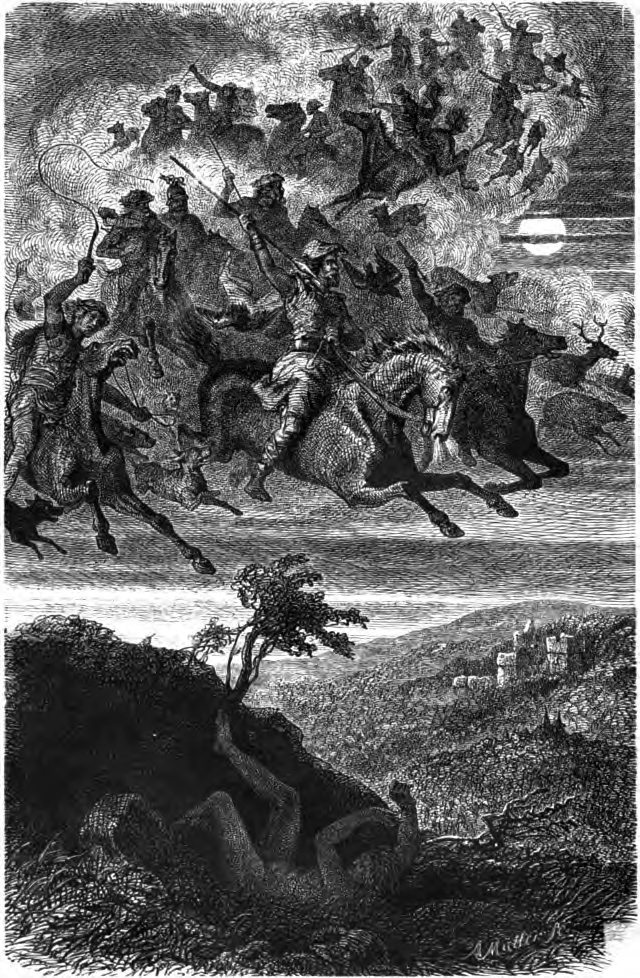
Odin chevauchant Sleipnir pendant la chasse sauvage, par Wilhelm Wägner, 1882.

Dans les mythes et les légendes, les chevaux sont souvent les compagnons de dieux et de personnages héroïques, leurs attributs et leur symbolique étant très variables. Les anciens peuples scandinaves formaient une civilisation à la fois cavalière et mystique, c'est donc tout naturellement qu'ils ont attribué de nombreux pouvoirs au cheval, animal mentionné maintes fois.
Sleipnir semble posséder un symbolisme double et paradoxal, alliant le monde chtonien (par son origine et sa naissance) au monde ouranien. Cette dualité s'exprimerait dans la complexité d’Odin et dans la pensée manichéenne des anciens pratiquants de la mythologie nordique.
Tout comme l'attribut caractéristique de la licorne est la présence d'une corne unique et celui de Pégase les ailes, l'attribut de Sleipnir est la présence de ses huit jambes. Sleipnir est d'ailleurs, avec Starkadr, la seule créature dotée de membres supplémentaires dans la mythologie nordique.
La couleur a également son importance, les chevaux gris étant généralement considérés comme des animaux-fées, sorciers, ou fantomatiques.
Régis Boyer conclut que Sleipnir symbolise la rapidité de l'esprit de son cavalier.
Selon D. J. Conway, qui s'exprime dans un ouvrage de vulgarisation, Sleipnir est un cheval mystique et magique, ses huit jambes, sa couleur gris-nuageux et sa capacité à voler sans ailes en faisant un symbole mortuaire des voyages dans l'autre monde. Le symbolisme de Sleipnir semble ambivalent ; il pourrait représenter la peur et l'attrait naturel pour le voyage astral, la mort du corps et le voyage de l'esprit, mais pourrait aussi tout à la fois guider son cavalier sur le chemin de l'élévation spirituelle ou blesser celui-ci.
Sleipnir n'est pas le seul cheval dans la mythologie nordique décrit comme capable de voler par-dessus les mers, puisque Gullfaxi, monture de géant, possède le même pouvoir. Par ailleurs, de tels chevaux se retrouvent également dans la mythologie celtique à travers Enbarr, la monture de Manannan Mac Lir et de Niamh, ou encore dans le légendaire breton avec Morvac'h.

### Le vent et le feu
Selon le traité de mythologie scandinave du philologue Frédéric-Guillaume Bergmann (1861), Svadilfari serait un géant métamorphosé, dont le nom signifierait « Vol-sur-Glace » (traduction invalidée par des études plus récentes), et qui agirait avec le géant maître-bâtisseur sous un déguisement pour empêcher les forces de la lumière et de l'été de régner sur le monde. Svadilfari et son maître travaillent la nuit et se reposent durant la journée, ce qui signifierait qu'ils incarnent des forces nocturnes et hivernales. Suivant cette logique, Svadilfari serait une personnification de Borée, le vent du nord, lequel vole sur les glaces qu'il a lui-même formées. Cette théorie est reprise dans une étude historico-linguistique de 1888, qui remarque que la plupart des chevaux issus de mythes indo-européens sont comparés à l'éclair, au vent et aux tempêtes.
Cette théorie est actualisée en 1988 par Jean Haudry, qui interprète la naissance de Sleipnir dans le cadre de la mythologie du feu. Svadilfari (bise) engrosse Loki (le feu) d'un cheval à huit jambes qui n'est autre que Loki lui-même « enceint » du feu : « car le feu, attisé par le vent, naît de lui-même ». Haudry précise aussi que dans le formulaire indo-européen, l'animal à huit pattes est une désignation de la femelle pleine. Le docteur en études germaniques Marc-André Wagner n'accorde aucun crédit à cette interprétation, qui lui paraît arbitraire, en raison de l'absence de relation entre une personnalisation du vent et Svadilfari. Sleipnir ne se rapprocherait du vent que par sa rapidité et sa proximité avec Odin dans ses fonctions de dieu des tempêtes. Il note que dans l'ensemble, « l'association directe entre cheval et vent est marginale dans la sphère germanique », et qu'un tel lien concernant Sleipnir et Svadilfari serait artificiel. Il n'établit aucun lien entre Sleipnir et l'élément feu, notant plutôt que « le cheval de feu est l'incarnation de puissances hostiles ». A contrario des remarques de Marc-André Wagner, Jean Haudry estime que le lien entre le cheval et le feu est largement représenté dans le monde indo-européen.

### Lien avec Yggdrasil

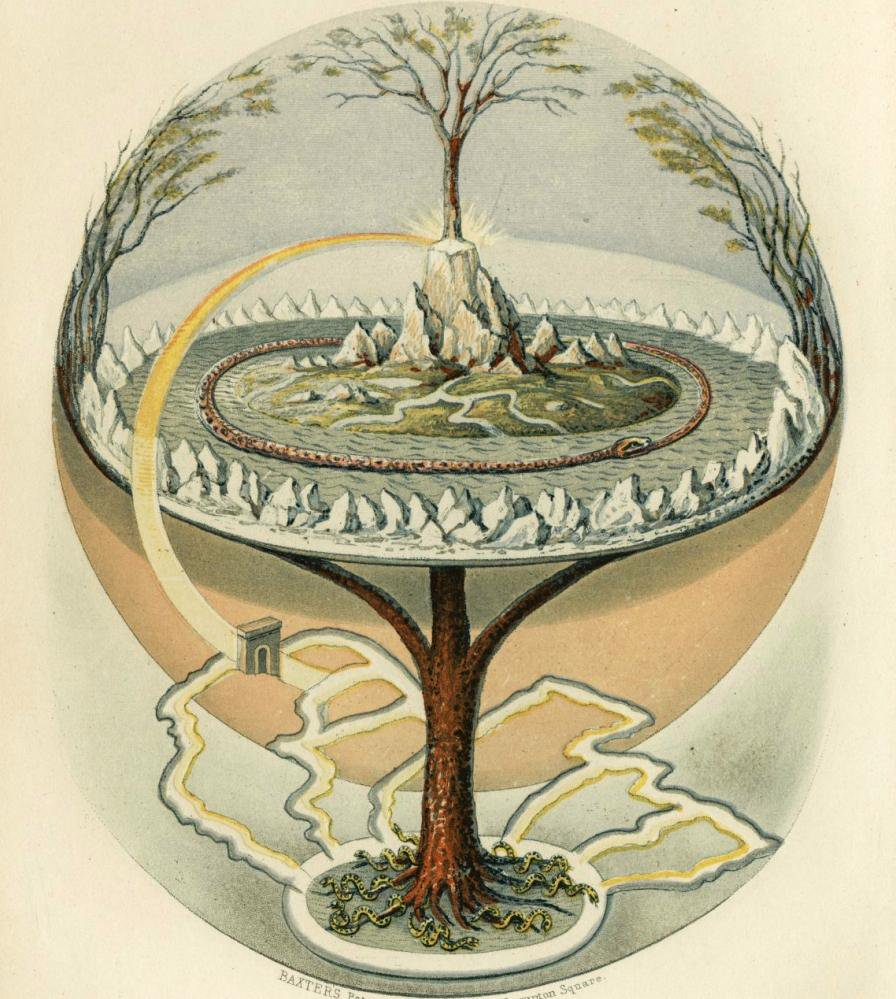
Le frêne Yggdrasil relie les neuf mondes de la mythologie nordique entre eux, tout comme Sleipnir

Plusieurs auteurs mentionnent une confusion entre l'étalon octopode et le frêne Yggdrasil, l'arbre du monde, en lien avec des pratiques chamaniques puisque la chevauchée de l'arbre est également une représentation symbolique du voyage chamanique,,. Le nom d'Yggrasil signifie « coursier du dieu Odin » (de yggr : « redoutable », et drösull : « chevaucher ») ou « cheval terrifiant ». Il est également dit qu'Odin attacha Sleipnir au frêne géant avant de s'y suspendre pendant neuf jours pour recevoir le secret des runes. D'après Jérémie Benoît, « l'image est trop symbolique pour être une pure invention ». Le frêne Yggdrasill relie en effet les neuf mondes mentionnés dans la mythologie nordique, sa symbolique rejoint ainsi celle du cheval d'Odin, capable de se rendre aussi bien en Ásgard qu'en Midgard, dans Hel et à Jötunheimr, et donc de relier les neuf mondes entre eux.

### Monture psychopompe et démoniaque

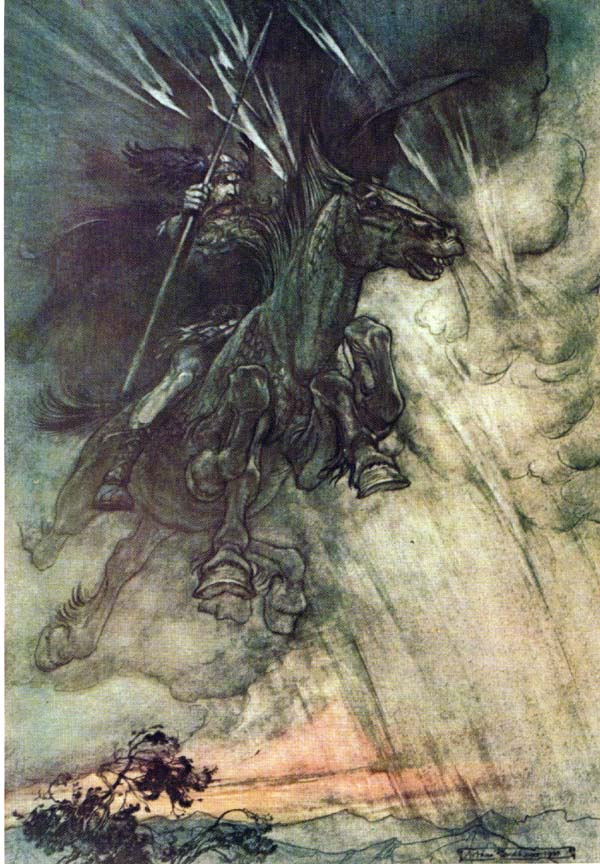
Odin chevauchant Sleipnir, par Arthur Rackham

Tous les animaux d'Odin (Geri et Freki, Huginn et Muninn et Sleipnir) possèdent une symbolique à la fois positive et négative, et bien qu'il soit dépeint comme un cheval de bataille et une monture de héros, Sleipnir est également capable de descendre jusqu'au domaine spirituel des morts et d'en franchir les barrières, cette simple association en fait un animal « démoniaque » et mortuaire,,.
Un lien étroit a été mis en évidence entre Sleipnir et le Helhest, un cheval démoniaque issu du folklore danois, dans une étude de 1841. Sleipnir est la monture de la chasse sauvage, le « père des enchantements, capable de descendre dans les régions infernales », et Odin, le souverain des hommes, selle son cheval et descend dans les enfers souterrains de Hel avec lui. « Sleipnir est donc aussi le Helhest, ou cheval de l'Enfer, enfourché par Hel quand elle répand tous les maux imaginables sur la terre ».
Selon une étude du paganisme indo-européen par Jérémie Benoît, Odin n'est pas qu'un dieu guerrier, il est également magicien et possède une personnalité inquiétante, sa monture est donc vue comme un animal psychopompe et « démoniaque » par son origine comme par sa capacité à descendre dans les enfers de Hel sans aucune peur. La figure de Sleipnir comme psychopompe pourrait ainsi être à l'origine de diverses croyances mentionnant des chevaux maléfiques, comme le cheval Mallet du folklore français, la monture de la Guillaneu, ou encore la mara, personnification des cauchemars qui se matérialisait parfois sous la forme d'une jument nocturne tourmentant les dormeurs.

### En psychanalyse
Le psychiatre suisse Carl Gustav Jung voit dans Sleipnir une « pulsion d'angoisse, mais aussi une pulsion migratoire, le symbole du vent qui souffle sur les plaines et invite l'homme à fuir son domicile ». Plus généralement, il note une relation d'intimité entre le cavalier et son cheval dans les contes et les légendes. Le héros et sa monture lui « paraissent représenter l'idée de l'homme avec la sphère instinctuelle à lui soumise ». Jung cite comme représentations analogues Agni sur son bélier, Wotan (Odin) sur Sleipnir, le Christ sur l'âne, et Mithra sur son taureau, et note que « les légendes attribuent au cheval des caractères qui reviennent psychologiquement à l'inconscient de l'homme : les chevaux sont doués de clairvoyance (…) ils ont des facultés mantiques (…) [ils voient] aussi les fantômes ». Le pied du cheval, souvent anthropomorphisé, relève une qualité symbolique importante et il le montre dans les moments critiques. Lors de l'enlèvement d'Hadding, le pied de Sleipnir apparaît soudain sous le manteau de Wotan, par exemple, et Jung y voit l'irruption d'un contenu inconscient symbolisé. Les chevaux sont également liés à la symbolique du feu et de la lumière (et par extension à celle de l'éclair), ainsi Siegfried saute par-dessus le brasier (Waterlohe) monté sur Grani, le cheval du tonnerre, qui descend de Sleipnir et qui seul ne se dérobe pas au feu. De manière générale, Jung note le cheval comme l'un des archétypes les plus fondamentaux des mythologies, proche du symbolisme de l'arbre de vie. Comme ce dernier, il relie tous les niveaux du cosmos : le plan terrestre où il court, le plan souterrain dont il est familier, et le plan céleste enfin où il s'occupe fréquemment de tirer le soleil.
Les travaux de Jung sur la symbolique d'Odin et Sleipnir ont été repris et réutilisés par le nazisme, lors de la récupération de l'ouvrage Wotan (1936) dans lequel le psychiatre annonçait l'irruption de violence au sein de la culture germanique, à travers l'étude de ses symboles.

### Symbolique du chiffre huit
Tristan Mandon développe une théorie selon laquelle Sleipnir le glissant, « le cheval à huit pattes de Wotan », est lié à la symbolique du chiffre huit. Odin aurait fait le tour des huit stations solaires festives des Germains et des Celtes pour y porter sa fertilité et sa fécondité. Il note aussi que pour d’autres auteurs, les huit jambes de Sleipnir auraient symbolisé un coursier solaire, qui serait parfois une jument pleine, d'où la présence de huit sabots. Le chiffre huit symbolise traditionnellement l’infini et l’universel, on le retrouve ainsi dans de nombreuses cultures.
Sleipnir, avec ses huit jambes, aurait aussi pu être représenté par une étoile à huit rayons, le neuvième point au centre figurant le siège du cavalier. Le chiffre neuf est par ailleurs le chiffre sacré d'Odin.

## Survivance dans le folklore et les arts
Sleipnir a marqué le folklore des pays nordiques, ainsi, Odin le chevaucherait en tant que leader de la chasse sauvage en menant une troupe de cavaliers sur d'autres chevaux gris nuageux. Ce serait ainsi qu'Odin, monté sur Sleipnir, galoperait au-dessus des montagnes en glissant sur le vent comme au-dessus des flots. L'apparition de la chasse sauvage serait liée à la guerre et à la violence, et il aurait été d'usage pour les paysans de laisser des sacs de grain dans leur champ pour nourrir Sleipnir et les autres montures, afin que ceux-ci passent sans blesser personne. Odin serait à mettre en relation avec d'autres chasseurs qui chevauchent des montures fantastiques et passent dans le ciel en produisant un bruit de tonnerre.

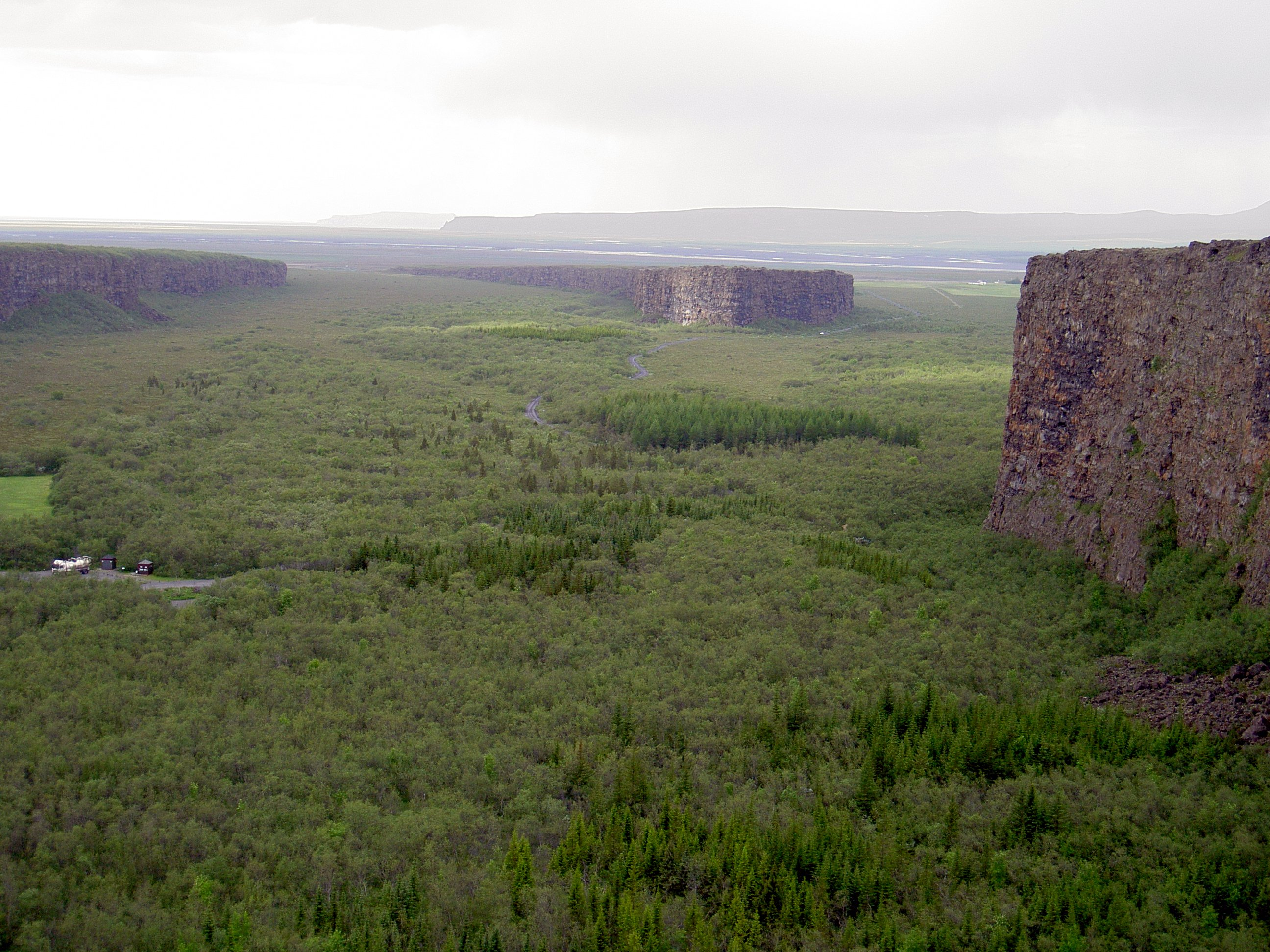
Le canyon d'Ásbyrgi, en forme de fer à cheval.

Sleipnir se retrouve aussi dans le folklore islandais, selon lequel le canyon Ásbyrgi, qui a la forme d'un fer à cheval et est situé à Jökulsárgljúfur, au nord de l'Islande, fut créé par un coup de sabot de cette créature.
Selon une étude controversée de Jean Haudry, Sleipnir et Odin auraient été liés à la fête de Yule, période précédant Noël et correspondant à la fin de l’automne, époque où Odin, monté sur Sleipnir (ou assis dans un chariot attelé), passait en entraînant derrière lui la chasse sauvage au soir tombant. On trouverait un souvenir de cette tradition à travers le cheval blanc qui apporte les cadeaux de Noël, et l'âne de Saint Nicolas[réf. à confirmer], une autre étude suggérant que les huit rennes qui tirent le chariot du Père Noël sont un souvenir des huit jambes de Sleipnir.
Sleipnir est représenté sur plusieurs anciens parchemins islandais, du XVIIIe siècle notamment.

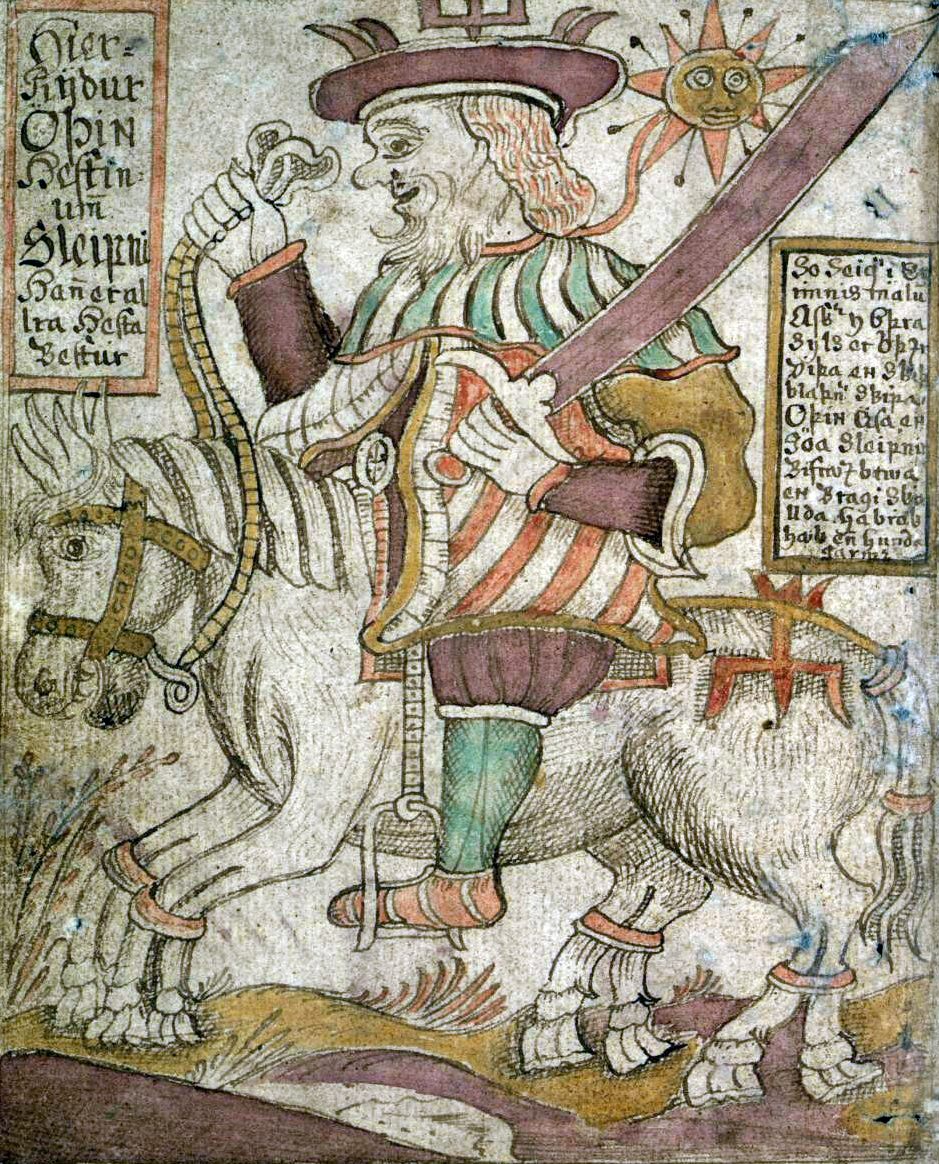
Manuscrit islandais du XVIIIe siècle SÁM 66, illustrant Odin et Sleipnir ; maintenant en possession de l'Institut Árni Magnússon en Islande.
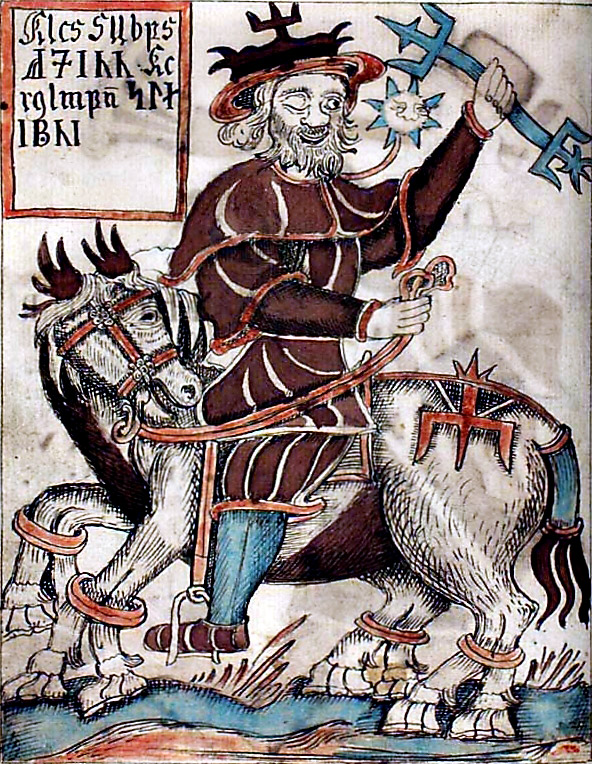
Une illustration d'Odin chevauchant Sleipnir, dans un manuscrit islandais du XVIIIe siècle de l'Edda en prose, source Danish Royal Library.

## Culture populaire
Comme de nombreuses créatures de la mythologie nordique, Sleipnir est régulièrement mentionné dans des œuvres et des pratiques modernes. Ainsi, pour les membres de la Wicca, le 26 juillet serait le jour du festival de Sleipnir, où ce cheval est honoré. Il est également lié à certaines pratiques magiques associées aux runes.

### En Europe

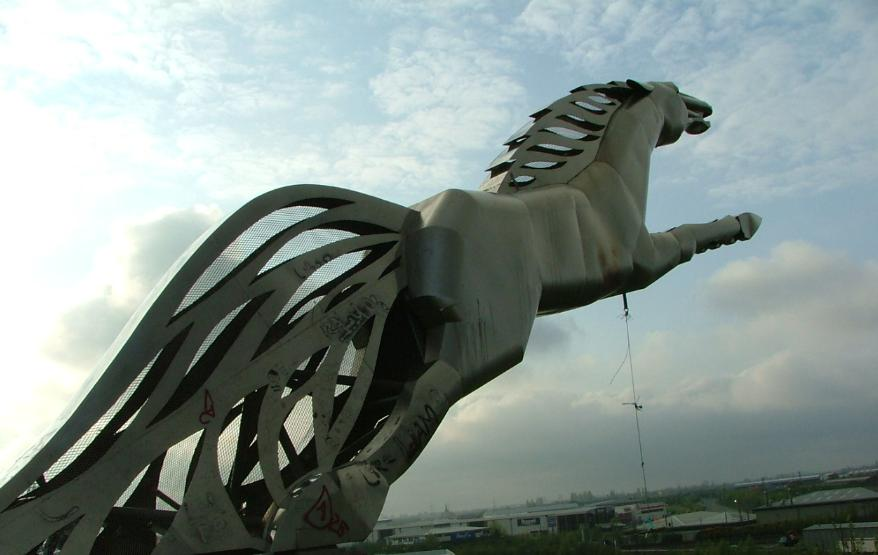
Statue de Sleipnir orientée dans la direction du nord à Wednesbury, en Angleterre.

Dans l'art, Sleipnir est dépeint avec Odin sur les reliefs en bois de Dagfin Werenskiold, Odin på Sleipnir (1945-1950), à Oslo, en Norvège. Une statue métallique de Sleipnir réalisée en 1998 se trouve également dans Wednesbury, en Angleterre, ville qui tire son nom du nom anglo-saxon d'Odin, Woden.
Le nom de Sleipnir a été et demeure populaire pour les navires en Europe du Nord, notamment suédois, et ce cheval apparait également sur les blasons de ces bateaux, ce qui en fait donc une figure héraldique imaginaire mineure.

Blason du HMS Sleipner, qui fait partie de la marine suédoise.
Blason du Verkstadsadministrativt centrum, qui fait partie des forces armées suédoises
Blason du Försvarsmaktens underhållscentrum, qui fait partie des forces armées suédoises

Sleipnir fut le nom d'une revue bimestrielle nationaliste d'extrême droite allemande fondée à Berlin en 1994, décrite comme anti-égalitaire, anti-libérale, antisémite et révisionniste. Une perquisition en 1995 permit la saisie de livres et de revues négationnistes interdits,.
Le jeu islandais EVE Online mentionne le Sleipnir comme un vaisseau de commandement Minmatar.

## Au Japon
Les Japonais font souvent référence à Sleipnir.

### Manga, dessins animés et oeuvres d'animations
- Dans le chapitre Asgard, de la série d'animation japonaise : Saint Seiya - Les chevaliers du Zodiaque -, l'un des guerriers divins, Hagen de Merak, porte la god robe (armure) de Sleipnir[71]. Représentant sous forme d'object (totem), ce cheval mythique, cabré , teinté de "gris glace" et de "rouge rubis" métallisé.

- Sleipnir est également mentionné dans le manga Ah! My Goddess et la série d'animation associée, librement inspiré de la mythologie nordique.

- Dans l'anime Aldnoah Zéro, Sleipnir est le modèle de l'armure mobile Kataphract piloté par le héros Kaizuka Inaho, en somme sa « monture ». Poussant la fidélité encore plus loin, ce jeune héros perdra un œil à la fin de la première saison, lequel sera remplacé par une IA au début de la seconde saison ; Ce faisant ce personnage se rapprochera encore plus de l'archétype mythologique d'Odin. Ce fait sera d'autant plus en avant qu'il sera évoqué par Calm, un personnage de l'anime.

### jeux vidéos et vie quotidienne
- Sleipnir, navigateur Web japonais, créé en 2002, doit son nom à la symbolique de ce cheval fabuleux[72].

- Sleipnir est également le nom de la monture de l'invocation d'Odin, dans la majorité des épisodes de la saga de jeu vidéo Final Fantasy, notamment : Final Fantasy XII[73].

### Littérature
Un court texte de Rudyard Kipling, intitulé Sleipnir late Thurinda, en 1888, parle d'un cheval nommé « Sleipnir ».
La symbolique de Sleipnir pourrait avoir inspiré J. R. R. Tolkien, l'auteur du Seigneur des anneaux, pour créer la monture de Gandalf, Gripoil (Shadowfax), dans le legendarium de la Terre du Milieu, largement inspiré des mythologies celte et nordique. Sleipnir et Gripoil partagent la même robe de couleur grise, et les descriptions qui en sont faites dans les romans accentuent cet aspect. Les deux chevaux ont la même fonction de monture chamanique : Gripoil semble immunisé à la terreur et ne pas craindre de se confronter à la mort (face aux montures des Nazgûl par exemple : « Gripoil qui, seul parmi les chevaux libres, affrontait la terreur sans broncher »), « il est le chef des Mearas, seigneur des chevaux », de la même manière que Sleipnir ne craint pas de descendre au royaume des morts et est décrit comme « le meilleur de tous les chevaux ». De plus, dans de nombreux passages où il est mentionné, Gripoil semble « glisser sur l'herbe comme sur le vent » (« Seul un oiseau en vol rapide aurait pu le rattraper », « Il disparut des montagnes comme le vent du nord », « Gripoil volait sur les plaines »), ce qui rejoint l'étymologie de Sleipnir, « le glissant » ou « le planeur », dont Tolkien avait probablement connaissance.
En 2008, un roman jeunesse intitulé Asgrim et le cheval dérobé aux dieux raconte l'amitié entre un jeune Viking et un poulain qui doit être sacrifié aux dieux, lequel est rebaptisé Sleipnir par son sauveur.

### Cinéma
Le Sleipnir est visible dans le film Thor de 2011, chevauché par Odin lors de l'attaque par son fils Thor du royaume des géants des glaces. Sa robe est noire et ses sabots sont de couleur or.

### Autres
- Sleipnir est le titre d'une chanson de l'album Gods of War de Manowar, dont les paroles font directement référence au mythe[80] avec toutefois une erreur, car la chanson fait de Loki le père de Sleipnir, alors qu'il s'agit de sa mère.
- Sleipnir fait l'objet d'une chanson dans l'album Fire and Tales du groupe metal folk colombien Cygnus.
- Il figure aussi sur une série de timbres thématiques du Sierra Leone, consacrés aux chevaux des mythologies[81].
- Dans le jeu vidéo The Elder Scrolls V : Skyrim, il est décrit comme étant le père du cheval Glacier.
- SSCV Sleipnir est le nom du plus grand bateau grue au monde, nommé en référence aux 8 colonnes sur lesquelles il repose.

#### Textes originaux et leur traduction
- Sæmundr Sigfússon, L’Edda poétique [détail des éditions], Grímnismál, Sigrdrífumál, Baldrs draumar et Hyndluljóð
- Snorri Sturluson, l'Edda de Snorri (ou Edda en prose)
- (en) Anthony Faulkes, Edda, Everyman, 1995 (ISBN 0-460-87616-3)
- (en) Carolyne Larrington, The Poetic Edda, Oxford World's Classics, 1999, 323 p. (ISBN 0-19-283946-2, lire en ligne)
- (en) Lee Milton Hollander, Old Norse Poems : The Most Important Nonskaldic Verse Not Included in the Poetic Edda, Forgotten Books, 1980 (ISBN 1-60506-715-6)
- (en) Eiríkr Magnússon (trad. William Morris), The Story of the Volsungs, Forgotten Books, 2008 (ISBN 978-1-60506-469-7 et 1-60506-469-6).
- (en) Oliver Elton, The Danish History, BiblioBazaar, 2006 (ISBN 1-4264-0045-4)

#### Études
- Frédéric Guillaume Bergmann, La fascination de Gulfi (Gylfa ginning) : traité de mythologie scandinave, Chez Treuttel et Würtz, 1861, 343 p. (lire en ligne), p. 314-315.
- Carl Gustav Jung (trad. de l'allemand), Métamorphose de l'âme et ses symboles, Paris, Georg, 1993, 770 p. (ISBN 2-253-90438-4)
- Alexander Eliot, L'univers fantastique des mythes, Presses de la Connaissance, 1976, 320 p. (ISBN 978-2-85889-007-1), p. 159.
- Christian Lamboley, Le miroir de Sleipnir, contribution à l'étude de la place du cheval dans la société médiévale alsacienne, 1985, 346 p.
- (en) H.R Ellis Davidson, Gods And Myths Of Northern Europe, Penguin Books, 1990 (ISBN 0-14-013627-4).
- Jérémie Benoît, Le paganisme indo-européen : pérennité et métamorphose : Collection Antaios, L'Âge d'Homme, 2001, 266 p. (ISBN 978-2-8251-1564-0, lire en ligne)
- Marc-André Wagner, Le cheval dans les croyances germaniques : paganisme, christianisme et traditions, vol. 73, Nouvelle bibliothèque du Moyen Âge, Champion, 2005, 974 p. (ISBN 978-2-7453-1216-7, lire en ligne).
- (en) John Lindow, Norse Mythology : A Guide to the Gods, Heroes, Rituals, and Beliefs, Oxford University Press, 2001, 365 p. (ISBN 0-19-515382-0, lire en ligne).
- (en) Ulla Loumand, The Horse and its Role in Icelandic Burial Practices, Mythology, and Society : Old Norse Religion in Long Term Perspectives: Origins, Changes and Interactions, an International Conference in Lund, Sweden, June 3-7, 2004., Nordic Academic Press, 2006 (ISBN 91-89116-81-X)
- (en) George Thomas Noszlopy, Public Sculpture of Staffordshire and the Black Country, Liverpool, Liverpool University Press, 2005, 334 p. (ISBN 0-85323-989-4).
- (en) Loretta Hausman, The Mythology of Horses : Horse Legend and Lore Throughout the Ages, Three Rivers Press, 2003, 272 p. (ISBN 978-0-609-80846-7, lire en ligne), p. 272
- (en) Rudolf Simek (trad. Angela Hall), Dictionary of Northern Mythology, D.S. Brewer, 2002, 424 p. (ISBN 0-85991-513-1).
- (en) Kenneth Johnson, Witchcraft and the shamanic journey : pagan folkways from the burning times, Llewellyn Publications, 1998, 262 p. (ISBN 978-1-56718-379-5)
- (en) Marjorie Burns, Perilous Realms : Celtic and Norse in Tolkien's Middle-earth, University of Toronto Press, 2005, 225 p. (ISBN 978-0-8020-3806-7, lire en ligne), p. 105-106

#### Dictionnaires
- Régis Boyer, Héros et Dieux du Nord : Guide iconographique, Flammarion, coll. « Tout l’Art », 1997, 192 p. (ISBN 2-08-012274-6).
- (en) Andy Orchard, Dictionary of Norse Myth and Legend, Cassell, 1997, 223 p. (ISBN 0-304-34520-2).
- Marc-André Wagner, Dictionnaire mythologique et historique du cheval, Éditions du Rocher, coll. « Cheval chevaux », 2006, 201 p. (ISBN 978-2-268-05996-9).